# Nazari de Capris
Nazari de Capodistria (Elpidium, actual Boršt, Eslovènia, ca. 475 - Capodistria, actual Koper, ca. 556) fou un bisbe, venerat com a sant per diverses confessions cristianes.

## Biografia
La tradició sobre la seva vida és antiga, però sense documentació fefaent. Segons diu, Esteve, patriarca d'Aquileia, en no poder governar adequadament tota la diòcesi per la gran extensió que tenia, en 524 demanà al papa Joan I, amb el suport de l'emperador Justí I, la seva divisió, donant bisbes propis a les majors ciutats de l'Ístria. Entre els sis nous bisbes, fou escollit Nazari per a Capris o Egida, actual Capodistria o, en eslovè, Koper.
Havia nascut a Elpidium (Boršt) entre el 470 i el 480 i, consagrat bisbe, regí la diòcesi durant més de trenta anys. No se'n sap més que fou un bisbe estimat i virtuós i que morí abans del 557, i fou sebollit a la catedral de Santa Maria.

## Veneració
L'amenaça de les invasions bàrbares i dels longobards provocà que la seva tomba quedés oblidada, fins que fou retrobada en 601 o al segle xiv (no se sap del cert), en una caixa sota els esglaons de l'entrada de la catedral, amb una làmina de plom amb el nom inscrit.
Nazari fou proclamat sant patró de la ciutat. En 1380, durant la guerra amb Chioggia, els genovesos saquejaren Capodistria i se'n dugueren les relíquies del sant. En 1422, el bisbe de Capodistria Geremia Pola aconseguí que fossin restituïdes. Des de llavors són en un sarcòfag de marbe a la catedral, que n'és avui l'altar major.